# Meal, Ready-to-Eat
Meal, Ready-to-Eat (MRE) (англ. «Meal, Ready-to-Eat», «Пища, готовая к употреблению») — сухой паёк (индивидуальный рацион питания), принятый на снабжение ВС США, самый употребляемый в ВС США индивидуальный паёк. Имеется 24 варианта меню, предназначен для использования в течение 21 суток после развёртывания в боевых условиях. Рационы упакованы в пакет из толстого пластика песочного цвета размерами 25×15×5 сантиметров. На нём указан номер меню (всего их двадцать четыре) и название основного блюда.
Общая калорийность пайка — около 1200 килокалорий, вес — от 500 до 750 грамм в зависимости от меню. Паёк рассчитан на один приём пищи. Кроме основного блюда, в паёк входит гарнир, хлеб или аналоги, а также десерт. В составе аксессуаров имеется горячий растворимый напиток — чай, кофе или какао, а также холодный, в виде порошкового лимонада. Первого блюда нет, на десерт — печенье, конфеты, кексы, бисквиты. В виде хлебной составляющей в паёк могут входить галеты или лепёшки, в пакет аксессуаров также входит какой-либо спред, например мягкий сыр, повидло или варенье, арахисовая паста.
Для разогрева продуктов в MRE включён специальный пакет с беспламенным химическим нагревателем. В нагреватель следует залить небольшое количество воды, а затем — поместить внутрь него пакет с едой или напитком.

## Характеристики пайка
| Характеристика                               | MRE  |
| -------------------------------------------- | ---- |
| Энергетическая ценность пайка, ккал.         | 1300 |
| Белки                                        | 14   |
| Жиры                                         | 34   |
| Углеводы                                     | 52   |
| Количество меню, шт.                         | 24   |
| Потребление пайков в день, шт.               | 3    |
| Срок хранения при температуре 27 °C, лет     | 3    |
| Срок хранения при температуре 38 °C, месяцев | 6    |

### Состав всех 24 пайков
Ниже представлены все виды пайков армии США. Кроме перечисленного, в каждом наборе обязательно есть соль, две жевательные резинки, картонка спичек, несколько листов туалетной бумаги, влажная салфетка, пластмассовая ложка.
1. Бобы с мясом в остром соусе, 2 галеты, плавленый сыр, арахисовый пирожок, кофе, сливки, сахар, соль, 2 жевательные резинки, растворимый витаминный напиток.
2. Свиные отбивные по-ямайски с лапшой, печёные яблоки со специями, мягкий сыр с перцем халапеньо, овощные крекеры, молочный коктейль, острый соус, кофе, сахар, сухое молоко.
3. Пельмени с говядиной, картофельные палочки, мягкий сыр, пшеничный хлеб, шоколадный бисквит, порошковый лимонад, острый соус, кофе, сахар, сухое молоко.
4. Курятина по-деревенски, лапша с маслом, мягкий сыр, крекеры, печенье с джемом, конфеты, какао «мокка капучино», острый соус, кофе, сахар, сухое молоко.
5. Жареная куриная грудка, гуляш, желе, пшеничный хлеб, шоколадный бисквит, конфеты, какао, чай с подсластителем и лимоном, яблочный сидр, специи.
6. Курятина с тайским соусом, отварной рис, мягкий сыр с перцем халапеньо, овощные крекеры, изюмно-ореховая смесь, кофе с ванильно-фруктовым ароматом, острый соус, сахар, сухое молоко, чай в пакетике.
7. Курятина с острыми овощами, рис по-мексикански, печенье, мягкий сыр с перцем халапеньо, овощные крекеры, конфеты, острый соус, чай с подсластителем и лимоном.
8. Говяжья вырезка, крендельки с сыром, мягкий сыр, пшеничный хлеб, соус барбекю, лимонад, острый соус, чай с подсластителем и лимоном.
9. Говяжий гуляш, мягкий сыр с перцем халапеньо, овощные крекеры, шоколадное печенье, молочный коктейль, острый соус, кофе, сахар, сухое молоко.
10. Макароны с острыми овощами, кекс, мягкий сыр, овощной хлеб, какао, кофе, сахар, сухое молоко, красный перец, конфеты или шоколад.
11. Спагетти с овощами в томатном соусе, леденцы, кекс, сухофрукты, арахисовое масло, крекеры, чай с подсластителем и лимоном, яблочный сидр, специи.
12. Пирожок с бобами и рисом, кекс, печенье с фруктовой начинкой, сухофрукты, арахисовое масло, крекеры, острый соус и пикантный соус, чай с подсластителем и лимоном.
13. Пельмени с сырной начинкой, кекс, леденцы, яблочное пюре, арахисовое масло, крекеры, чай с подсластителем и лимоном, яблочный сидр, специи.
14. Спагетти с овощами в соусе «альфредо», кекс, подсоленный жареный арахис, сухофрукты, арахисовое масло, крекеры, чай с подсластителем и лимоном, яблочный сидр, специи.
15. Говядина по-мексикански с сыром и овощами, мексиканский рис, печенье с шоколадной стружкой, лимонад, мягкий сыр с перцем халапеньо, овощные крекеры, острый соус, кофе, сахар, сухое молоко.
16. Курятина с лапшой, малиново-яблочное пюре, мягкий сыр, овощные крекеры, конфеты, печенье с инжиром, какао, острый соус, кофе, сахар, сухое молоко.
17. Говядина по-японски, лапша по-китайски, джем, печенье с сыром и арахисовым маслом, конфеты, пшеничный хлеб, лимонад, кофе, сахар, сухое молоко, красный перец, конфеты или шоколад.
18. Грудка индейки с картофельным пюре и подливкой, шоколадка, арахисовое масло, крекеры, крендельки с сыром, лимонад, острый соус, кофе, сахар, сухое молоко.
19. Говядина с грибами, отварной дикий рис, джем, крекеры, овсяное печенье, какао, острый соус, кофе, сахар, сухое молоко.
20. Спагетти с мясным соусом, мягкий сыр, крекеры с обжаренным арахисовым маслом, леденцы, пшеничный хлеб, молочный коктейль, острый соус, кофе, сахар, сухое молоко.
21. Запечённая курятина с сыром, кекс, крекеры, желе, молочный коктейль, острый соус, сахар, сухое молоко, чай в пакетике.
22. Рис по-креольски с овощами, конфеты, овсяное печенье в шоколаде, мягкий сыр, пшеничный хлеб, лимонад, острый соус, кофе, сахар, сухое молоко.
23. Курятина с макаронными изделиями, крендельки, кекс, арахисовое масло, пшеничный хлеб, лимонад, острый соус, кофе, сахар, сухое молоко.
24. Запечённая говядина с подливкой, картофельное пюре, печенье с начинкой, желе, овощные крекеры, какао, кофе, сахар, сухое молоко, красный перец, конфеты или шоколад.

## Интересные факты
- Стандартные MRE начали поступать в войска в 1986 году.
- Американский армейский юмор предлагает множество альтернативных вариантов расшифровки MRE — «Meal Rejected by Enemy» («Еда, от которой отказался враг»), «Meal Rarely Edible» («Паек, редко съедобный»), «Meal, Rejected by Ethiopians» («Паек от которого отказались эфиопы») из-за низких вкусовых качеств пайков. Ситуация выправилась в начале 2000-х, вследствие расширения вкусовой линейки и изменения политики по закупу пайков.
- Пайки MRE критикуются врачами, из-за того, что вызывают запор, ввиду малого количества пищевых волокон. Согласно расхожему мифу, для борьбы с запорами жевательная резинка имеет слабительный эффект. На самом деле, хотя она и содержит ксилит, но в столь малой дозе, что практически не влияет на процесс дефекации.